# 공주 탄천 장승제
공주 탄천 장승제(公州 灘川 長丞祭)는 대한민국 충청남도 공주시 탄천면 송학리에서 행해지는, 정월 대보름날 남·여 장승을 합궁시켜 마을의 안녕과 풍요를 비는 생산의식이다. 1989년 12월 29일 충청남도의 무형문화재 제8호로 지정되었다.

## 개요
장승제는 백제시대부터 전해진 고유의 민속신앙으로서 정월 대보름날 남·여 장승을 합궁시켜 마을의 안녕과 풍요를 비는 생산의식이다. 탄천지방의 지형이 등잔모양의 성리봉과 소리실이 마주보는 형상이라 하여 액땜으로 시작된 장승제는 400여 년을 지속되어오면서 토속신앙과 민속놀이로 정착되었다.
탄천장승제는 음력 1월 7일에 농악을 울리며 시작되어 각 집에서 걷은 쌀로 술을 빚고, 15일까지 주민들은 부정한 것을 금한다. 마을의 계곡을 사이에 두고 동쪽은 신랑, 서쪽은 신부로 나뉘어 대보름날 마을 중앙에서 기세배로 시작한다. 각자 농기를 둘러싸고 놀다가 제사장 앞에서 신부가 4번 절하고 신부가 2번 절하면 신랑마을에서 비단을 묶어준다. 날이 어두워지면 농악에 맞추어 동구다리에서 장승의 혼례식을 거행한 후 색깔이 있는 베짜치로 신랑신부를 묶어 합궁시켰다가 떼어 놓는다. 합궁의식이 끝나 각자 마을로 돌아가면 주민들은 질병과 액운을 쫓는 의미에서 방포 3발을 쏘고, 동쪽마을에서는 씨름, 서쪽마을에서는 널을 뛰어 장원을 뽑고, 다시 모여 밤새도록 한바탕 논다.
공주 탄천장승제는 장승의 합궁을 표현하며 마을의 결속을 다지는 행사로 신앙의식과 민속놀이가 함께 어울리는 것이 특징이다. 현재는 탄천출신의 박영혁씨에 의해 전승되고 있다.

## 참고 자료
- 공주탄천장승제 - 국가유산청 국가유산포털